# Новая Зеландия на летних Олимпийских играх 1948
Новая Зеландия принимала участие в Летних Олимпийских играх 1948 года в Лондоне (Великобритания) в восьмой раз за свою историю, но не завоевала ни одной медали. Сборную страны представляли 6 мужчин и 1 женщина, принимавшие участие в соревнованиях по боксу, велоспорту, лёгкой атлетике, плаванию и тяжёлой атлетике.

## Бокс
Спортсменов — 1
| Спортсмен    | Категория | 1/16 финала            | 1/8 финала           | Четвертьфинал        | Полуфинал            | Финал                |           |
| Спортсмен    | Категория | Соперник и результат   | Соперник и результат | Соперник и результат | Соперник и результат | Соперник и результат |           |
| ------------ | --------- | ---------------------- | -------------------- | -------------------- | -------------------- | -------------------- | --------- |
| Колин Гослин | 58 кг     | Эдвард Джонсон Пор RSC | Не прошёл            | Не прошёл            | Не прошёл            | Не прошёл            | Не прошёл |

## Велоспорт
Спортсменов — 1

### Шоссейные гонки
| Спортсмен    | Вид             | Время          | Место |
| ------------ | --------------- | -------------- | ----- |
| Томас Картер | Групповая гонка | Не финишировал | -     |

## Лёгкая атлетика
Спортсменов — 3
Мужчины
| Спортсмен      | Вид              | Забег     | Забег | Полуфинал | Полуфинал | Финал     | Финал     |
| Спортсмен      | Вид              | Результат | Место | Результат | Место     | Результат | Место     |
| -------------- | ---------------- | --------- | ----- | --------- | --------- | --------- | --------- |
| Дуглас Харрис  | 800м             | 1.56,6    | 2     | ?         | 7         | Не прошёл | Не прошёл |
| Уильям Нельсон | 5000м            | 15.34,4   | 6     | Не прошёл | Не прошёл | Не прошёл | Не прошёл |
| Уильям Нельсон | 10000м           |           |       |           |           | ?         | ?         |
| Джон Холланд   | 400м с барьерами | 54,6      | 1     | 53,9      | 6         | Не прошёл | Не прошёл |

## Плавание
Спортсменов — 1
Женщины
| Спортсмен   | Вид           | Заплыв    | Заплыв | Полуфинал | Полуфинал | Финал     | Финал     |
| Спортсмен   | Вид           | Результат | Место  | Результат | Место     | Результат |           |
| ----------- | ------------- | --------- | ------ | --------- | --------- | --------- | --------- |
| Нгайре Лэйн | 100м на спине | 1.18,8    | 2      | 1.19,0    | 7         | Не прошла | Не прошла |

## Тяжёлая атлетика
Спортсменов — 1
| Спортсмен  | Категория | Масса | Жим  | Жим  | Жим  | Рывок | Рывок | Рывок | Толчок | Толчок | Толчок | Всего | Место |
| Спортсмен  | Категория | Масса | 1    | 2    | 3    | 1     | 2     | 3     | 1      | 2      | 3      | Всего | Место |
| ---------- | --------- | ----- | ---- | ---- | ---- | ----- | ----- | ----- | ------ | ------ | ------ | ----- | ----- |
| Морис Кроу | 56 кг     | 55,10 | 77.5 | 82.5 | 82.5 | 77.5  | 82.5  | 85    | 102.5  | 107.5  | 110    | 272.5 | 8     |